# British Aerospace Nimrod
Die British Aerospace Nimrod war ein Aufklärungsflugzeug der britischen Luftwaffe. Der Name Nimrod (hebräisch נמרוד Nimrod ‚großer Jäger‘) geht auf eine altorientalische Person zurück.
In verschiedenen Versionen war es ab 1969 sowohl als Seeaufklärer als auch als SIGINT-Aufklärungsflugzeug in Dienst. 2010 wurden zunächst die älteren Seeaufklärer-Versionen vorzeitig außer Dienst gestellt und im Verlauf des Jahres wurde auch das Programm einer stark modernisierten Version eingestellt. Die SIGINT-Maschinen wurden noch bis Juni 2011 betrieben.

## Geschichte
Die Entwicklung der Nimrod MR1 begann 1964 als Nachfolger der Avro Shackleton. Das britische Militär forderte im Rahmen des Operational Requirement 381 einen leistungsfähigeren Seeaufklärer, der primär für die Jagd auf U-Boote der sowjetischen Marine konzipiert sein sollte. Wie schon in der Vergangenheit setzte man dabei auf die Weiterentwicklung eines Passagierflugzeuges. Als Basis wurde 1965 die De Havilland Comet 4 ausgewählt. Diese erhielten neue, effizientere Turbofan-Triebwerke vom Typ Rolls-Royce RB.168, die besonders in geringen Flughöhen treibstoffsparender arbeiteten. Zusätzlich bekamen die Maschinen neue Radarsysteme und Sensoren für die Seeaufklärung. In den Rumpf des Flugzeuges wurde für den Einsatz von Torpedos und Luft-Boden-Raketen ein Waffenschacht integriert.
Der Erstflug des ersten von zwei Prototypen (RAF-Seriennummern XV147, XV148) fand im Mai 1967 statt. Die britischen Luftstreitkräfte bestellten schließlich 46 Serien-Marineaufklärer, von denen der erste in der Version Nimrod MR1 im Oktober 1969 in Dienst gestellt wurde. 1970 wurde die erste Maschine zum ersten Einsatzplatz RAF Kinloss überführt und ab 1971 war das Muster voll einsatzfähig. Bis 1974 wurden weitere 45 Maschinen, die letzten acht davon aus der neueren Baureihe Nimrod MR2, ausgeliefert und insgesamt fünf Staffeln aufgestellt. Die meisten MR1 wurden später modernisiert, die erste umgerüstete MR2 traf 1979 bei ihrer Einsatzstaffel in Kinloss ein. Die ersten Kampfeinsätze erfolgten im Falklandkrieg 1982, der längste Einsatz dauerte damals knapp 19 Stunden. Zwischen 1990 und 2009 wurden die Maschinen auch bei den Konflikten im Mittleren Osten (Kuwait, Irak, Afghanistan) und von 1992 bis 1997 in Jugoslawien eingesetzt, dort vielfach auch über Land. Zivile Einsätze erfolgten unter anderem nach den Unglücken auf den Bohrinseln Alexander Kielland 1980 und Piper Alpha 1988 sowie 1985 beim Versuch von Richard Bransons Virgin Atlantic Challenger, das Blaue Band zu erreichen.
Drei weitere Flugzeuge wurden für die strategische Aufklärung bestellt. Diese umgerüstete Baureihe wurde als Nimrod R1 bezeichnet und war sowohl für die SIGINT- wie auch die ELINT-Aufklärung ausgestattet. Sie waren somit das wichtigste Instrument Großbritanniens, um sowohl den sowjetischen Datenverkehr als auch Truppen- und U-Boot-Bewegungen zu überwachen. Im Gegensatz zu den Nimrod MR1/MR2 verfügen sie über keine Bewaffnung. Die drei Flugzeuge wurden 1974 in Dienst gestellt. Während des Kalten Krieges waren sie eines der bestgehüteten Geheimnisse des Westens. Erst 1994 wurde ihre Existenz offiziell bestätigt. Die R1 gilt bis heute als das modernste Flugzeug dieser Art außerhalb der USA.
Eine weitere Version war die Nimrod AEW3 als Aufklärungsflugzeug für AEW- und AWACS-Einsätze. Das Projekt wurde jedoch 1986 nach vier Jahren abgebrochen und die umgerüsteten Flugzeuge ausgemustert.
Eine neue Generation ist die Nimrod MRA4, die einen Teil der MR2 ersetzen sollte. Das Projekt wurde jedoch 2010 nach dreizehn Jahren abgebrochen und die umgerüsteten Flugzeuge ausgemustert.

## Versionen

### Nimrod MR1

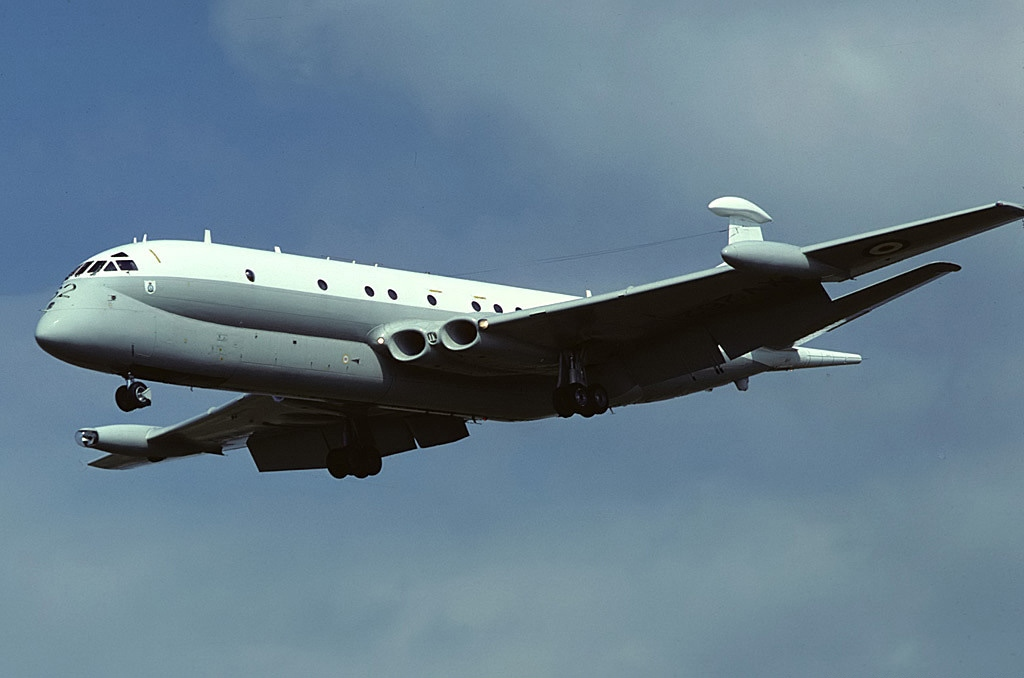
Nimrod MR1, 1981

Die Nimrod MR1 wurde ab 1969 in einer Anzahl von 38 Maschinen (XV226–XV263) als Nachfolger des Seeaufklärers Avro Shackleton in Dienst gestellt. Sie war der erste turbinengetriebene Seeaufklärer der Welt. Im Gegensatz zu propellergetriebenen Flugzeugen kann sie mit deutlich höherer Geschwindigkeit und in größerer Höhe operieren. Durch die größere Einsatzreichweite waren nun deutlich längere Missionen möglich. Ein weiterer Vorteil zeigte sich bei ihrer Hauptaufgabe, der U-Boot-Jagd. Während U-Boote bei der Unterwasserfahrt propellergetriebene Flugzeuge durch deren Triebwerksgeräusche orten können, ist dies bei turbinengetriebenen Maschinen nicht möglich, so dass die Nimrod von gegnerischen U-Booten nicht elektronisch entdeckt werden konnte.

### Nimrod R1

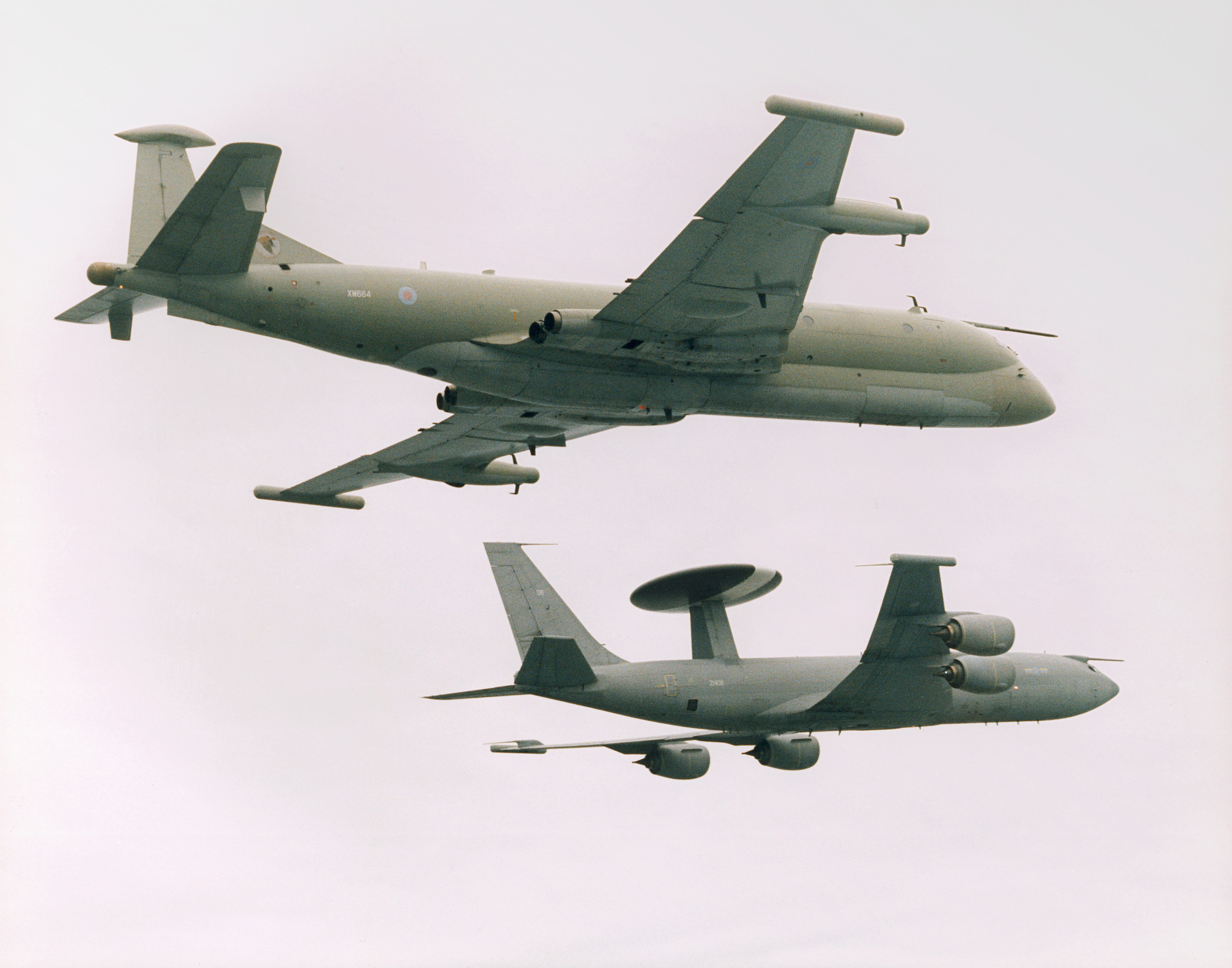
Nimrod R1, 2000

Die Nimrod R1 war ein Aufklärungsflugzeug der britischen Luftwaffe, das auf Basis der MR1 entwickelt wurde. Die R1 stellte ein wichtiges Instrument der strategischen Aufklärung Großbritanniens dar. Die Indienststellung der Spionagevariante R1 fand offiziell 1974 statt, als die 51. Squadron (damals stationiert in RAF Wyton in Cambridgeshire) die aus drei Flugzeugen (XW664–XW666) bestehende Lieferung entgegennahm. Die 1995 zerstörte Maschine XW666 wurde durch eine umgerüstete MR2 (XV249) ersetzt.
Optisch unterschied sich die R1 von der Standardversion des Seeaufklärers durch eine kurze Sonde an der Hinterseite. Sie ersetzte die weitaus längere magnetische Ermittlungssonde der MR-Varianten. Der Waffenschacht war versiegelt und enthielt weitere ELINT-Ausrüstung. Seit ihrer Einführung hatten die drei Flugzeuge eine Fülle von Modifikationen erfahren und wiesen zum Zeitpunkt ihrer Außerdienststellung ein Erscheinungsbild auf, das sich stark von dem der Schwestermaschinen unterscheidet. Mehr Geräte im Inneren könnten für die geringe Anzahl an Fenstern im Rumpf verantwortlich gewesen sein. Außerdem besaß das Flugzeug mehrere Antennen an der Unterseite.
Seit Anfang 2005 wurde die Nimrod R1 durch die neue Sentinel R1 unterstützt. Beide Flugzeugtypen waren seitdem gemeinsam auf der Luftwaffenbasis RAF Waddington stationiert. Im Herbst 2009 wurde die XW665 außer Dienst gestellt und die beiden verbliebenen Nimrod R1 flogen noch bis Mitte 2011, der letzte Einsatzflug fand am 28. Juni 2011 statt. Als Ersatz wurden ebenfalls drei RC-135 bestellt.

### Nimrod MR2

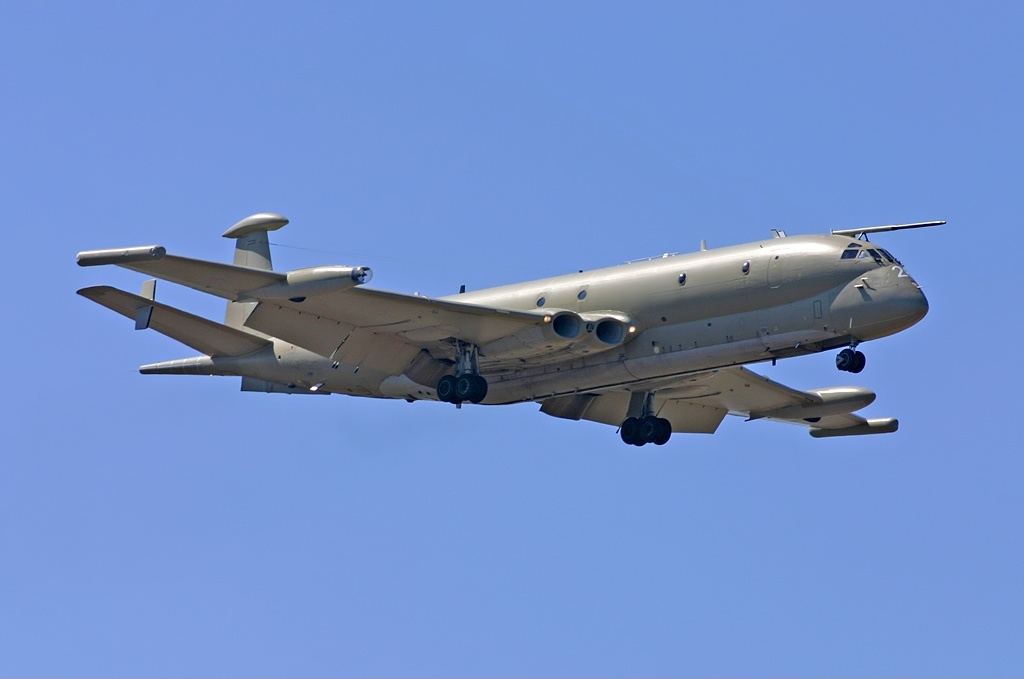
Nimrod MR2, 2005

Die Nimrod MR2 war eine modernisierte Ausführung der MR1 mit neuem Radar, neuem Rechner für die Akustik-Aufklärung und ESM-Behältern an den Flügelspitzen. 34 der 38 MR1 wurden zu MR2 umgerüstet und acht Maschinen (XZ280–XZ287) waren Neubauten.
In den 1980er-Jahren wurden angesichts der Invasion der argentinischen Streitkräfte auf den Falklandinseln für deren Rückeroberung innerhalb Wochen einige Maschinen kampfwertgesteigert. Nach dem Krieg wurden 32 Maschinen grundlegend modernisiert. Die elektronische Ausstattung wurde verbessert und alle Flugzeuge wurden für die Luftbetankung ausgestattet, so dass die Einsatzdauer noch einmal deutlich erhöht werden konnte. Zusätzlich wurden die Nimrods für die Luftverteidigung mit Sidewinder-Raketen ausgestattet. Die umgerüsteten Maschinen erhielten zuerst die Bezeichnung Nimrod MR2P, was jedoch später auf Nimrod MR2 reduziert wurde.
Nach dem Ende des Kalten Kriegs hatten sich die Hauptaufgaben der Nimrod MR2 geändert. Die U-Boot-Jagd hatte an Bedeutung verloren, so dass ab diesem Zeitpunkt vor allem die Überwachung britischer und internationaler Gewässer, beispielsweise im so genannten „Kampf gegen den Terror“, eine wichtige Aufgabe der Flugzeuge war. Zudem wurden die Nimrods zur Unterstützung der britischen Marine bei SAR-Einsätzen verwendet. Anfang 2009 standen nur noch 14 Maschinen im Dienst, deren Zahl im Laufe dieses Jahres auf elf weiter reduziert wurde und die alle auf der Luftwaffenbasis RAF Kinloss in Schottland beheimatet waren. Ende März 2010 wurde der Flugbetrieb ganz eingestellt.
In den 1990er-Jahren schrieb die britische Luftwaffe den Auftrag für einen Nachfolger der Nimrod MR2 aus. Die technischen Einrichtungen waren erneuerungsbedürftig und die Flugzeuge durch ständige Salzablagerungen wegen des Einsatzes über dem Meer stark angegriffen. Letztendlich entschied man sich 1997 jedoch gegen die Anschaffung eines neuen Modells, da die angebotenen Flugzeuge nicht den Anforderungen entsprachen. Die britische Luftwaffe bestellte daraufhin bei British Aerospace eine neue Version der Nimrod, die Nimrod MRA4.
Die MR1 und MR2 waren anfangs in RAF St Mawgan in Cornwall und RAF Kinloss in Schottland stationiert, mit der Verkleinerung der Flotte wurden alle verbliebenen Seefernaufklärer in Kinloss zusammengezogen, Details siehe weiter unten.

### Nimrod AEW3

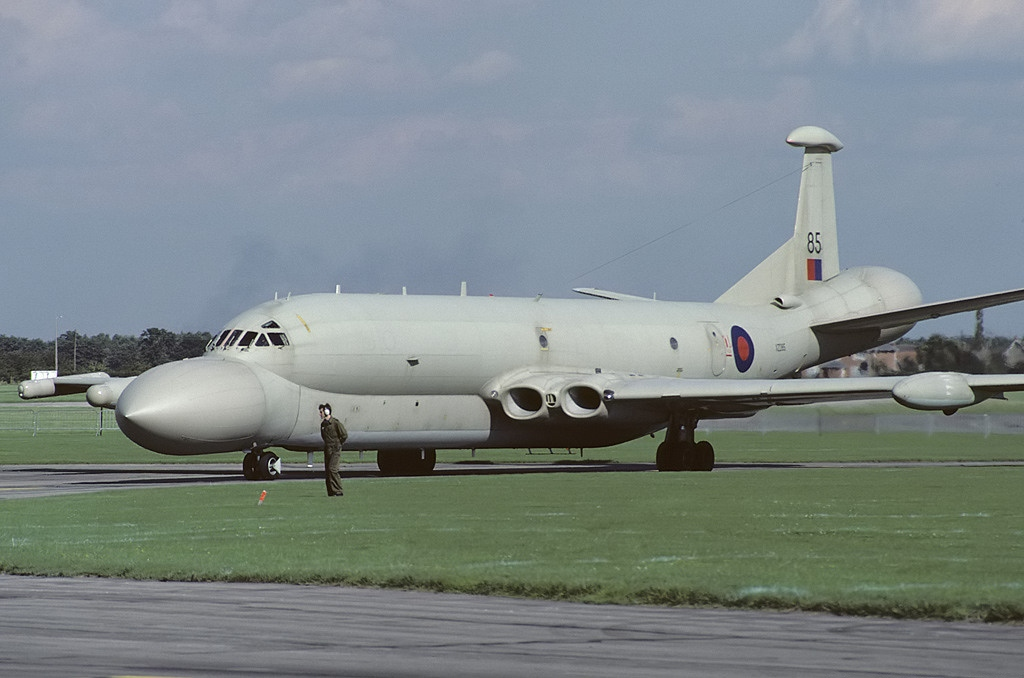
British Aerospace Nimrod AEW3

In den 1980er-Jahren benötigte Großbritannien ein neues Flugzeug für AEW- und AWACS-Einsätze. Hierzu wurden insgesamt elf Nimrod – die vier nicht auf MR2-Standard gebrachten MR1 und sieben der acht Neubau-MR2 – mit Radarsystemen für jegliche Form der Luftaufklärung ausgerüstet. Sie unterschieden sich äußerlich im Wesentlichen durch eine verlängerte Flugzeugnase sowie ein verlängertes Heck, in denen die Radarantennen untergebracht waren. Bereits nach kurzer Zeit gab es jedoch technische Probleme an mehreren Flugzeugen. Zudem entsprach die Qualität der gesammelten Daten während der Testflüge nicht den Erwartungen. 1986 wurde das Projekt abgebrochen. Die britische Luftwaffe bestellte stattdessen sieben AWACS-Flugzeuge des Typs Sentry E-3D bei Boeing. Von den elf umgerüsteten Nimrods kehrte keine in den aktiven Dienst zurück. Sie dienten stattdessen als Ersatzteilspender für aktive MR2.

### Nimrod MRA4

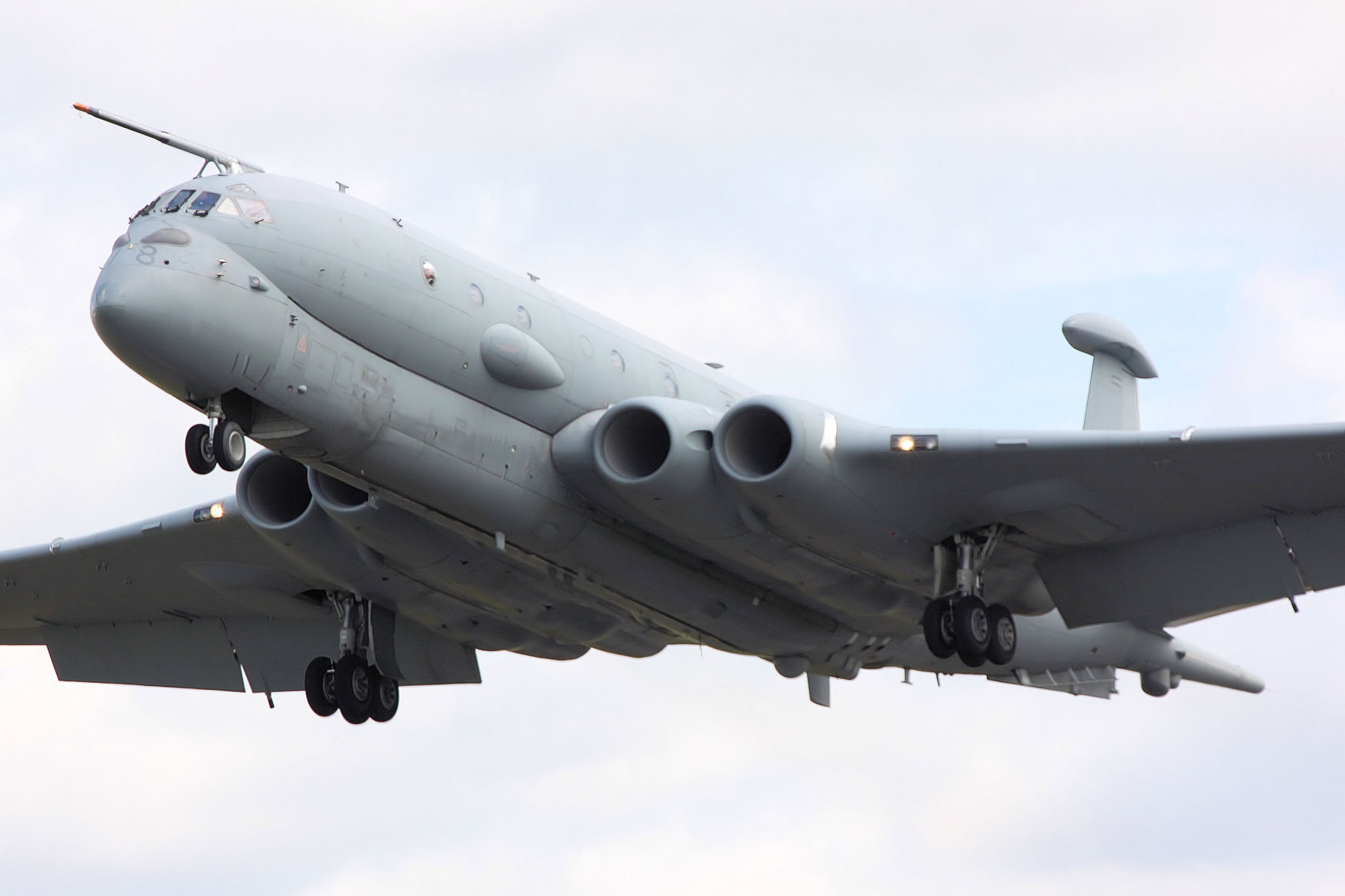
Nimrod MRA4, 2009

In den 1990er-Jahren suchte die britische Luftwaffe nach einem Ersatz für die alternden MR2. Lockheed Martin und Dassault unterbreiteten Angebote basierend auf der P-3 Orion bzw. der Atlantic 3. Letztendlich konnte jedoch keines der beiden Modelle die Anforderungen der Luftwaffe erfüllen und 1997 fiel die Entscheidung, eine völlig neue Version der Nimrod zu beschaffen. British Aerospace erhielt den Auftrag zum Bau der neuen Nimrod MRA4. Obwohl hierzu die existierenden MR2 als Basis dienten, entstand de facto ein komplett neues Flugzeug. Der Großteil des Rumpfes wurde neu konstruiert und die Maschinen erhielten neue, größere Tragflächen. Neue BR710-Turbofan-Triebwerke von Rolls-Royce Deutschland sollen die Reichweite vergrößern und die Betriebskosten senken. Auch das Cockpit sowie sämtliche elektronischen Systeme wurden komplett neu entwickelt.
Der Erstflug der ersten von drei MRA4 Entwicklungsmaschinen fand am 26. August 2004 statt, nahezu ein Jahr später als ursprünglich geplant, die dritte und letzte flog erstmals im August 2005. Technische und finanzielle Schwierigkeiten hatten das Projekt erheblich verzögert.
Erst am 10. September 2009 fand der Erstflug der ersten Serienmaschine statt. Ursprünglich sollten zwölf Nimrod MRA4 (ZJ514-ZJ525) gebaut werden; später plante man aus Kostengründen, bis Ende 2010 lediglich die neun Serienexemplare in Dienst zu stellen. Durch die modernere Technik und höhere Effizienz sollte eine geringere Anzahl an Maschinen als bisher ausreichen, um die vorhandenen Aufgaben zu erfüllen.
Die beiden ersten Entwicklungsmaschinen (ZJ516, ZJ518) haben das ihnen zugewiesene Testprogramm im März 2010 beendet. Im Frühjahr 2010 wurde auch bekannt, dass die Gesamtstückzahl um ein Flugzeug auf insgesamt elf gekürzt wird. Anstelle der neunten neuen Serienmaschine (ZJ525) sollte das mit Missionssystemen seriennah ausgerüstete dritte Entwicklungsflugzeug (ZJ517) in die Serienkonfiguration umgerüstet werden. Die erste Maschine (ZJ514) wurde im Frühjahr 2010 übergeben und im Sommer 2010 startete bereits die Umschulung in Kinloss. Mit der Veröffentlichung eines neuen Weißbuches der Regierung im Oktober 2010 wurde das Programm eingestellt.
Die Außerdienststellung der Nimrods zwang die britische Marine im November 2015 um die Hilfe französischer und kanadischer Seeaufklärer zu bitten, als es darum ging, ein russisches U-Boot vor der schottischen Küste aufzuspüren und keine eigenen Flugzeuge vorhanden waren.

## Zwischenfälle
Nach der Indienststellung der Nimrod gab es fünf Unfälle, drei führten zu Totalverlusten.
- Am 18. November 1980 starben Kommandant und Copilot einer MR2 (XV256), als die Maschine unmittelbar nach dem Start vom Stützpunkt Kinloss mit einem Vogelschwarm kollidierte und abstürzte.
- Am 3. Juni 1984 wurde eine weitere Nimrod MR2 (XV257) schwer beschädigt, nachdem bei einem Kurzschluss ein Brand in der Kabine ausgebrochen war.
- Am 16. Mai 1995 musste eine Nimrod R1 (XW666) nach einem Triebwerksbrand auf der Basis Lossiemouth notlanden.
- Am 2. September desselben Jahres stürzte eine Nimrod MR2 (XV239) wegen eines Strömungsabrisses bei einer Flugschau in Toronto ab, sieben Besatzungsmitglieder starben.
- Am 2. September 2006 stürzte eine weitere Nimrod MR2 (XV230) während eines Aufklärungsfluges über Afghanistan in der Nähe der Stadt Kandahar ab. Das Verteidigungsministerium dementierte Meldungen über einen Abschuss durch die Taliban und teilte mit, es gehe von einem technischen Defekt als Absturzursache aus. Der Pilot habe unmittelbar vor dem Absturz noch einen Notruf abgesetzt, in dem er technische Probleme gemeldet habe. Von den 14 Personen an Bord, zwölf Soldaten der Royal Air Force, einer der Royal Marines sowie einer der British Army, überlebte niemand. Die Gründe für diesen Unfall wurden am 28. Oktober 2009 in bemerkenswerter Offenheit im Haddon-Cave Report[2] dargelegt und in ebenso bemerkenswerter Kürze und Deutlichkeit in einem Statement[3] zusammengefasst. Ursache war ein Konstruktionsfehler der 1982 während des Falklandkrieges überstürzt eingeführten Luftbetankungsanlage. Er führte dazu, dass sich überlaufender Kraftstoff an heißen Luftaustritten entzünden konnte. Als Reaktion darauf ordnete die Royal Air Force einen Stopp der Luftbetankungen bei sämtlichen Nimrods an. Am 5. November 2007 war die Besatzung einer Nimrod während eines Fluges über Afghanistan gezwungen, einen Notruf abzusetzen, nachdem Treibstoff aus einem Leck in den Bombenschacht gesickert war.

Der Konstruktionsfehler führte schließlich, neben finanziellen Engpässen im britischen Staatshaushalt durch die Finanzkrise, zur vorzeitigen Außerdienststellung der MR2 im Frühjahr 2010. Da die Luftbetankungsanlage nicht mehr verwendet werden konnte, waren die Einsatzmöglichkeiten des Typs stark einschränkt. Eine Umrüstung lief zwar noch an; die Aufgaben, insbesondere über Afghanistan, wurden aber inzwischen von anderen Typen wahrgenommen.

## Nutzer
- Vereinigtes Königreich: Royal Air Force

### Stationierungsorte
Malta
- RAF Luqa, von Oktober 1971 bis Dezember 1977, Nimrod MR.1/2 (203. Squadron)

 Vereinigtes Königreich
- RAF Kinloss, Oktober 1970 bis März 2010, Nimrod MR.1/2 (42. (Reserve), 120., 201. und 206. Squadron)
- RAF St Mawgan, Oktober 1969 bis September 1992, Nimrod MR.1/2 (236. OCU und 42. Squadron)
- RAF Waddington, April 1995 bis Juni 2011, Nimrod R.1 (51. Squadron)
- RAF Wyton, Mai 1974 bis April 1995, Nimrod R.1 (51. Squadron)

## Technische Daten
| Kenngröße             | Daten der Nimrod MR2 | Daten der Nimrod R1                                                        |
| --------------------- | --- | -------------------------------------------------------------------------- |
| Typ                   | Seefernaufklärer (MPA) | SIGINT-Aufklärungsflugzeug                                                 |
| Sensoren              | - 12 × Sonarbojen - 1 × FLIR „Star Safire II“ mit elektro-optischer Fernsehkamera in Drehturm unter Steuerbordtragfläche - 1 × Suchscheinwerfer | Ausrüstung zur signalerfassenden Aufklärung                                |
| Länge                 | 38,63 m | 36,19 m                                                                    |
| Spannweite            | 35 m | 35 m                                                                       |
| Flügelfläche          | 197 m² | 197 m²                                                                     |
| Flügelstreckung       | 6,2 | 6,2                                                                        |
| Leermasse             | 39.009 kg | 41.080 kg                                                                  |
| max. Startmasse       | 87.090 kg | 87.090 kg                                                                  |
| Höchstgeschwindigkeit | 927 km/h | 927 km/h                                                                   |
| Dienstgipfelhöhe      | 12.800 m | 12.800 m                                                                   |
| Reichweite            | 9254 km | 9254 km                                                                    |
| Antrieb               | 4 × Turbofan-Triebwerke Rolls-Royce RB.168-20 mit je 54 kN (5507 kp) Schub                                                                      | 4 × Turbofan-Triebwerke Rolls-Royce RB.168-20 mit je 54 kN (5507 kp) Schub |

## Bewaffnung
An zwei Außenlaststationen unter den Tragflächen
Luft-Luft-Lenkflugkörper
- 2 × LAU-114/A-Doppelstartschienenträgern für je 2× Raytheon AIM-9G „Sidewinder“ – infrarotgesteuert für Kurzstrecken

Kampfmittel bis zu 6.120 kg in einem zentralen internen Waffenschacht
Seezielflugkörper
- 3 × Boeing AGM-84A/B/C „Harpoon“ – radargelenkt
- 3 × Hawker Siddeley (BAe) & Matra AS.37 „Martel“ – radargelenkt

Luft-Boden-Lenkflugkörper
- 2 × LAU-117A-Startschienenträger für 1× Raytheon AGM-65B „Maverick“ – videogesteuert
- 3 × Aerospatiale SS.12/Nord AS.12 – drahtgelenkt

Torpedos
- 9 × Torpedo (Marconi) BAe Systems Sting-Ray (∅ 325 mm)
- 9 × Torpedo Alliant-Techsystems Mk.46 (∅ 325 mm)

Ungelenkte Bomben
- 2 × Nuklearbombe WE.177A (theoretischer Einsatz vorgesehen bis 1992, praktisch wurde mit B57 gearbeitet)
- 2 × B57 Mod. 1 (nukleare Wasserbombe mit 10 Kt Sprengkraft, aus NATO-Beständen anstatt WE.177A )

Zusatzbehälter
- 1 × Datenübermittlungsbehälter für Martel

## Selbstschutz
- 2 × Düppelwerfer SAAB BOZ-105 (wie Panavia PA.200 Tornado Mk.4) an Außenlaststationen unter den Tragflächen

## Erhaltene Maschinen in Museen

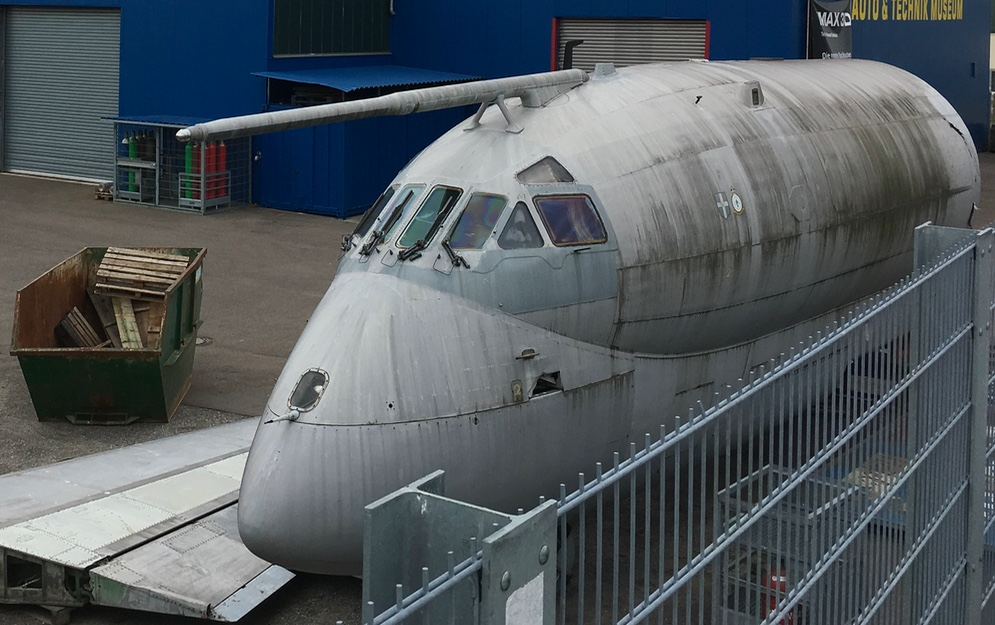
Cockpitsektion einer Nimrod R1 (XW665) vor der Instandsetzung im Technik Museum Sinsheim

Öffentlich zugänglich sind MR2 in der „Cold War Jets Collection“ in Bruntingthorpe, Harborough (XV226), im Besucherpark des Flughafens Manchester (XV231), bei der „Air Atlantique Classic“ in Coventry (XV232), im „Yorkshire Air Museum“ in Elvington (XV250) und im „City of Norwich Aviation Museum“ in Norwich (XV255). Die XV249 (die zur R1 umgebaute ehemalige MR2) steht seit Sept. 2012 als Exponat im Außengelände des „RAF Museum in Cosford“. Im schottischen „National Museum of Flight“ in East Fortune befindet sich die Frontsektion der XV241. Eine weitere Rumpfsektion (XV254) befindet sich im „Highland Aviation Museum“ am Flughafen Inverness und eine dritte (XV240) in der Nähe ihrer letzten Heimatbasis in Schottland bei Morayvia.
Die XV229 dient seit 2010 am Rande des Flugplatzes in Manston dem dort stationierten Brandbekämpfungstrainingszentrum der britischen Streitkräfte. Die XV244 befindet sich noch heute auf ihrer ehemaligen Basis in Kinloss.
Die einzig zugängliche komplette R1 ist die XW664 im „Aeropark“ am Flughafen Nottingham East Midlands, die Cockpitsektion der XW665 geht (Stand August 2011) an das Technik Museum Sinsheim.